# غوردون آدم (مجدف)
غوردون آدم (بالإنجليزية: Gordon Adam)‏ هو مجدف أمريكي، ولد في 26 مايو 1915 في سياتل في الولايات المتحدة، وتوفي في 27 مارس 1992 في لاغونا هيلس في الولايات المتحدة.

## وصلات خارجية
- غوردون آدم على موقع الاتحاد الدولي للتجديف (الإنجليزية)
- غوردون آدم على موقع اللجنة الأولمبية الدولية (الإنجليزية)
- غوردون آدم على موقع أوليمبيديا (الإنجليزية)